# アレキサンダー・ヴォルコフ
アレキサンダー・ヴォルコフ（ロシア語: Александр Волков, ラテン文字転写: Alexander Volkov、1988年10月24日 - ）は、ロシアの男性総合格闘家。モスクワ出身。ストレラ・チーム所属。元Bellator世界ヘビー級王者。元M-1 Globalヘビー級王者。UFC世界ヘビー級ランキング2位（2025年7月15日）。アレクサンドル・ボルコフとも表記される。

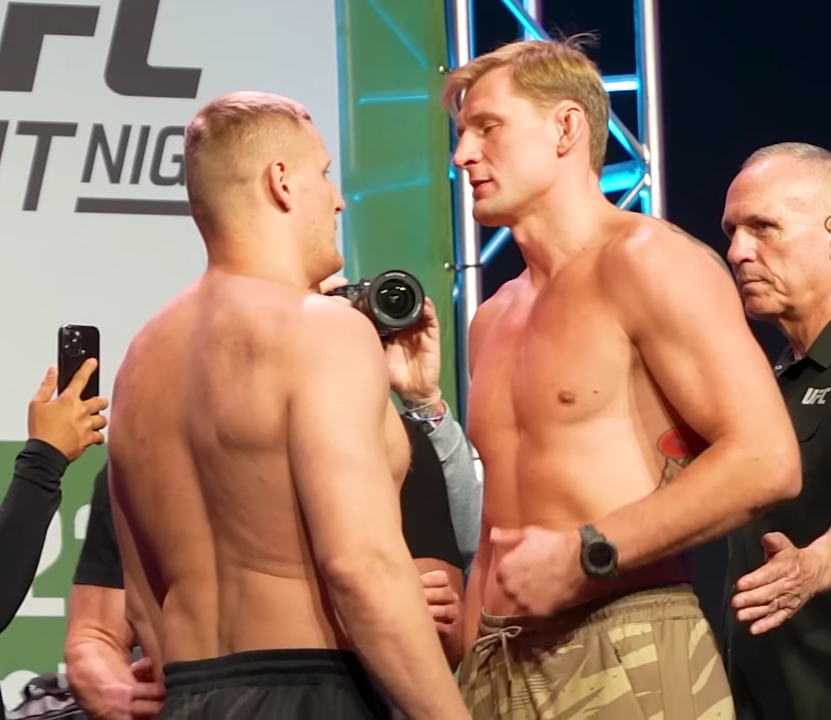
セルゲイ・パブロビッチとフェイスオフを行うヴォルコフ（2024年）

## 来歴
幼少期からスポーツを始め、9歳で空手の帯を取得。2009年にプロ総合格闘技デビュー。

### Bellator
2012年10月5日、Bellator初参戦となったBellator シーズン7ヘビー級トーナメント一回戦でブレット・ロジャースと対戦し、3-0判定勝ち。11月9日、Bellator 80のヘビー級トーナメント準決勝でヴィニシウス・ケイロスと対戦し、スタンドパンチ連打で2RTKO勝ち。12月14日、Bellator 84のヘビー級トーナメント決勝でリチャード・ヘイルと対戦し、3-0の5R判定勝ち。トーナメント優勝を果たすと共にBellator世界ヘビー級王座に認定された。
2013年11月15日、Bellator 108のBellator世界ヘビー級タイトルマッチで挑戦者ヴィタリー・ミナコフと対戦し、パウンドで1RTKO負け。王座から陥落した。
2014年3月7日、Bellatorシーズン10ヘビー級トーナメント一回戦でマーク・ホロタと対戦し、パウンドで1RTKO勝ち。4月11日、Bellator 116のヘビー級トーナメント準決勝でマイティー・モーと対戦し、左ハイキックで1RKO勝ち。5月17日、Bellator 120のヘビー級トーナメント決勝でブラゴイ・アレクサンドル・イワノフと対戦し、リアネイキドチョークで2R一本勝ち。2度目のトーナメント優勝を果たした。
2015年6月26日、Bellator 139でシーク・コンゴと対戦し、0-3の判定負け。この試合を最後にBellatorから離脱した。

### UFC
2016年9月29日、UFCと契約した。
2016年11月19日、UFC初参戦となったUFC Fight Night: Mousasi vs. Hall 2でヘビー級ランキング14位のティモシー・ジョンソンと対戦し、2-1の判定勝ち。
2017年9月2日、UFC Fight Night: Volkov vs. Struveで、ヘビー級ランキング8位のステファン・ストルーフェと対戦し、スタンドパンチ連打から右アッパーでダウンを奪いパウンドで3RTKO勝ち。ファイト・オブ・ザ・ナイトを受賞した。
2018年3月17日、UFC Fight Night: Werdum vs. Volkovでヘビー級ランキング3位の元UFC世界ヘビー級王者ファブリシオ・ヴェウドゥムと対戦し、右アッパーでダウンを奪いパウンドで4RKO勝ち。パフォーマンス・オブ・ザ・ナイトを受賞した。
2018年10月6日、UFC 229でヘビー級ランキング2位のデリック・ルイスと対戦。スタンドの攻防で試合の主導権を握っていたが、試合終了間際に右ストレートでダウンを奪われ、パウンドで逆転の3RKO負け。
2019年11月9日、UFC Fight Night: Zabit vs. Kattarで元NFLスター選手のグレッグ・ハーディと対戦し、3-0の判定勝ち。当初は、同大会のメインイベントでジュニオール・ドス・サントスと対戦予定であったが、ドス・サントスが足の細菌感染症で大会3週間前に欠場したため、代打のハーディがヴォルコフと対戦することとなった。
2020年6月20日、UFC on ESPN: Blaydes vs. Volkovでヘビー級ランキング3位のカーティス・ブレイズと対戦し、0-3の5R判定負け。
2020年10月24日、UFC 254でヘビー級ランキング10位のウォルト・ハリスと対戦し、ボディへの前蹴りで2RTKO勝ち。
2021年2月6日、UFC Fight Night: Overeem vs. Volkovでヘビー級ランキング5位のアリスター・オーフレイムと対戦し、左フックで2RTKO勝ち。パフォーマンス・オブ・ザ・ナイトを受賞した。
2021年6月26日、UFC Fight Night: Gane vs. Volkovでヘビー級ランキング3位のシリル・ガーヌと対戦し、0-3の5R判定負け。
2021年10月30日、UFC 267でヘビー級ランキング8位のマルチン・ティブラと対戦し、3-0の判定勝ち。
2022年3月19日、UFC Fight Night: Volkov vs. Aspinallでヘビー級ランキング11位のトム・アスピナルと対戦し、ストレートアームバーで1R一本負け。
2022年6月4日、UFC Fight Night: Volkov vs. Rozenstruikでヘビー級ランキング8位のジャルジーニョ・ホーゼンストライクと対戦し、スタンドパンチ連打で1RTKO勝ち。
2023年3月11日、UFC Fight Night: Yan vs. Dvalishviliでヘビー級ランキング14位のアレクサンドル・ロマノフと対戦し、パウンドで1RTKO勝ち。
2023年9月9日、UFC 293でヘビー級ランキング6位のタイ・トゥイバサと対戦し、UFC史上3人目となるエゼキエルチョークで2R一本勝ち。
2024年6月22日、UFC on ABC: Whittaker vs. Aliskerovでヘビー級ランキング3位のセルゲイ・パブロビッチと対戦し、3-0の判定勝ち。
2024年12月7日、UFC 310でヘビー級ランキング2位のシリル・ガーヌと約3年半ぶりに再戦し、1-2の判定負け。しかし、判定が読み上げられると、勝者であるガーヌが足早にオクタゴンから去ろうとするなど物議を醸す判定となった。

## 戦績
| 総合格闘技 戦績 | 総合格闘技 戦績 | 総合格闘技 戦績 | 総合格闘技 戦績 | 総合格闘技 戦績 | 総合格闘技 戦績 | 総合格闘技 戦績 |
| --------------- | --------------- | --------------- | --------------- | --------------- | --------------- | --------------- |
| 49 試合         | (T)KO           | 一本            | 判定            | その他          | 引き分け        | 無効試合        |
| 38 勝           | 24              | 4               | 10              | 0               | 0               | 0               |
| 11 敗           | 2               | 3               | 6               | 0               | 0               | 0               |

| 勝敗 | 対戦相手                           | 試合結果                             | 大会名                                                                                        | 開催年月日     |
|      | ジャイルトン・アウメイダ           |                                      | UFC 321: Aspinall vs. Gane                                                                    | 2025年10月25日 |
| ×    | シリル・ガーヌ                     | 5分3R終了 判定1-2                    | UFC 310: Pantoja vs. Asakura                                                                  | 2024年12月7日  |
| ○    | セルゲイ・パブロビッチ             | 5分3R終了 判定3-0                    | UFC on ABC 6: Whittaker vs. Aliskerov                                                         | 2024年6月22日  |
| ○    | タイ・トゥイバサ                   | 2R 4:37 エゼキエルチョーク           | UFC 293: Adesanya vs. Strickland                                                              | 2023年9月10日  |
| ○    | アレクサンドル・ロマノフ           | 1R 2:16 TKO（パウンド）              | UFC Fight Night: Yan vs. Dvalishvili                                                          | 2023年3月11日  |
| ○    | ジャルジーニョ・ホーゼンストライク | 1R 2:12 TKO（スタンドパンチ連打）    | UFC Fight Night: Volkov vs. Rozenstruik                                                       | 2022年6月4日   |
| ×    | トム・アスピナル                   | 1R 3:45 ストレートアームバー         | UFC Fight Night: Volkov vs. Aspinall                                                          | 2022年3月19日  |
| ○    | マルチン・ティブラ                 | 5分3R終了 判定3-0                    | UFC 267: Błachowicz vs. Teixeira                                                              | 2021年10月30日 |
| ×    | シリル・ガーヌ                     | 5分5R終了 判定0-3                    | UFC Fight Night: Gane vs. Volkov                                                              | 2021年6月26日  |
| ○    | アリスター・オーフレイム           | 2R 2:06 TKO（左フック）              | UFC Fight Night: Overeem vs. Volkov                                                           | 2021年2月6日   |
| ○    | ウォルト・ハリス                   | 2R 1:15 TKO（ボディへの前蹴り）      | UFC 254: Khabib vs. Gaethje                                                                   | 2020年10月24日 |
| ×    | カーティス・ブレイズ               | 5分5R終了 判定0-3                    | UFC on ESPN 11: Blaydes vs. Volkov                                                            | 2020年6月20日  |
| ○    | グレッグ・ハーディ                 | 5分3R終了 判定3-0                    | UFC Fight Night: Zabit vs. Kattar                                                             | 2019年11月9日  |
| ×    | デリック・ルイス                   | 3R 4:49 KO（右ストレート→パウンド）  | UFC 229: Khabib vs. McGregor                                                                  | 2018年10月6日  |
| ○    | ファブリシオ・ヴェウドゥム         | 4R 1:38 TKO (右アッパー→パウンド)    | UFC Fight Night: Werdum vs. Volkov                                                            | 2018年3月17日  |
| ○    | ステファン・ストルーフェ           | 3R 3:30 TKO（右アッパー→パウンド）   | UFC Fight Night: Volkov vs. Struve                                                            | 2017年9月2日   |
| ○    | ロイ・ネルソン                     | 5分3R終了 判定3-0                    | UFC on FOX 24: Johnson vs. Reis                                                               | 2017年4月15日  |
| ○    | ティモシー・ジョンソン             | 5分3R終了 判定2-1                    | UFC Fight Night: Mousasi vs. Hall 2                                                           | 2016年11月19日 |
| ○    | アッティラ・ベグ                   | 1R 2:38 KO（右ストレート→パウンド）  | M-1 Challenge 68: Shlemenko vs. Vasilevsky 2 【M-1 Globalヘビー級タイトルマッチ】             | 2016年6月16日  |
| ○    | デニス・スモルダレフ               | 3R 0:41 三角絞め                     | M-1 Challenge 64: Shlemenko vs. Vasilevsky 【M-1 Globalヘビー級王座決定戦】                   | 2016年2月19日  |
| ×    | シーク・コンゴ                     | 5分3R終了 判定0-3                    | Bellator 139: Kongo vs. Volkov                                                                | 2015年6月26日  |
| ×    | トニー・ジョンソン                 | 5分3R終了 判定1-2                    | Bellator 136: Brooks vs. Jansen                                                               | 2015年4月10日  |
| ○    | アレクセイ・クジン                 | 5分3R終了 判定3-0                    | Union MMA Pro                                                                                 | 2014年2月21日  |
| ○    | ロイ・ボートン                     | 1R 0:40 TKO（パウンド）              | Tech-Krep FC: Battle of Heroes                                                                | 2014年12月12日 |
| ○    | ブラゴイ・イワノフ                 | 2R 1:08 リアネイキドチョーク         | Bellator 120 【ヘビー級トーナメント 決勝】                                                    | 2014年5月17日  |
| ○    | マイティ・モー                     | 1R 2:44 KO（左ハイキック）           | Bellator 116 【ヘビー級トーナメント 準決勝】                                                  | 2014年4月11日  |
| ○    | マーク・ホロタ                     | 1R 1:21 TKO（パウンド）              | Bellator 111 【ヘビー級トーナメント 1回戦】                                                   | 2014年3月8日   |
| ×    | ヴィタリー・ミナコフ               | 1R 2:57 TKO（右アッパー→パウンド）   | Bellator 108 【Bellator世界ヘビー級タイトルマッチ】                                           | 2013年11月15日 |
| ○    | リチャード・ヘイル                 | 5分5R終了 判定3-0                    | Bellator 84 【ヘビー級トーナメント 決勝】                                                     | 2012年12月14日 |
| ○    | ヴィニシウス・ケイロス             | 2R 4:59 TKO（スタンドパンチ連打）    | Bellator 80 【ヘビー級トーナメント 準決勝】                                                   | 2012年11月9日  |
| ○    | ブレット・ロジャース               | 5分3R終了 判定3-0                    | Bellator 75 【ヘビー級トーナメント 1回戦】                                                    | 2012年10月5日  |
| ○    | ステファン・スタンコビッチ         | 1R 4:27 TKO（右肘打ち→パウンド）     | FEFoMP: Mayor Cup 2012                                                                        | 2012年5月26日  |
| ○    | リコ・ロドリゲス                   | 5分3R終了 判定3-0                    | BF: Baltic Challenge 3                                                                        | 2012年2月23日  |
| ○    | アルセン・アブドゥルケリモフ       | 1R 0:26 TKO（右ストレート→パウンド） | M-1 Global: Fedor vs. Monson                                                                  | 2011年11月20日 |
| ○    | バホディール・イブロギモフ         | 2R 2:22 TKO（パウンド）              | MMA Corona Cup 1                                                                              | 2011年10月7日  |
| ○    | ネディヤルコ・カラゾフ             | 1R 2:41 TKO（パウンド）              | League-70: Russia vs. Brazil                                                                  | 2011年8月5日   |
| ○    | デニス・ゴルツォフ                 | 2R 3:05 TKO（右ストレート→パウンド） | M-1 Challenge 25: Zavurov vs. Enomoto                                                         | 2011年4月28日  |
| ○    | ルスラン・チャプコ                 | 1R TKO（パンチ連打）                 | Mix Fight Tournament                                                                          | 2011年1月15日  |
| ×    | パット・ベネット                   | 5分4R終了 判定0-3                    | M-1 Challenge 22: Narkun vs. Vasilevsky                                                       | 2010年12月10日 |
| ○    | エフゲニ・バビッチ                 | 1R 2:10 TKO（パンチ連打）            | LM: Tournament 3                                                                              | 2010年9月18日  |
| ○    | エルダー・ヤグディン               | 1R 4:34 TKO（左膝蹴り→パウンド）     | Ratnoe Pole                                                                                   | 2010年8月7日   |
| ×    | マキシム・グリシン                 | 1R 2:39 リアネイキドチョーク         | M-1 Selection 2010: Eastern Europe Finals 【東ヨーロッパトーナメント 決勝】                   | 2010年7月22日  |
| ○    | アレクサンダー・ロマシェンコ       | 1R 2:59 リアネイキドチョーク         | M-1 Selection 2010: Eastern Europe Round 2 【東ヨーロッパトーナメント 準決勝】                | 2010年5月28日  |
| ○    | ビタリー・ヤロベンコ               | 2R 1:05 TKO（ドクターストップ）      | M-1 Selection 2010: Eastern Europe Round 2 【東ヨーロッパトーナメント・オープニングラウンド】 | 2010年4月10日  |
| ○    | イブラヒム・マゴメドフ             | 5分3R終了 判定3-0                    | M-1 Challenge 20: 2009 Finals 【ロシアチーム選手権 決勝】                                     | 2009年12月3日  |
| ○    | スムバト・ザカリアン               | 1R 4:20 TKO（パウンド）              | ProFC: Union Nation Cup 3 【CISカップチーム 第3ステージ】                                     | 2009年10月30日 |
| ○    | アブドゥルハリク・マゴメドフ       | 1R 4:43 TKO（パンチ連打）            | M-1 Challenge: 2009 Selections 8 【ロシアチーム選手権 第8ステージ】                           | 2009年10月4日  |
| ×    | アフメド・スルタノフ               | 1R 2:50 腕ひしぎ十字固め             | M-1 Challenge: 2009 Selections 4 【ロシアチーム選手権 第4ステージ】                           | 2009年6月24日  |
| ○    | アダム・アリハノフ                 | 1R 0:20 TKO（右ストレート→パウンド） | M-1 Challenge: 2009 Selections 3 【ロシアチーム選手権 第3ステージ】                           | 2009年5月28日  |
| ○    | ニコライ・プレシャコフ             | 1R 1:20 TKO（パンチ連打）            | M-1 Challenge: 2009 Selections 2 【ロシアチーム選手権 第2ステージ】                           | 2009年4月19日  |

## 獲得タイトル
- Bellatorシーズン7 ヘビー級トーナメント 優勝（2012年）
- 第2代世界Bellatorヘビー級王座（2012年）
- Bellatorシーズン10 ヘビー級トーナメント 優勝（2014年）
- 第5代M-1 Globalヘビー級王座（2016年）

## 表彰
- UFC ファイト・オブ・ザ・ナイト（1回）
- UFC パフォーマンス・オブ・ザ・ナイト（2回）